# Coptis
Coptis es un género con 10–15 especies de plantas de flores perteneciente a la familia Ranunculaceae, nativa de Asia y Norteamérica.

## Especies seleccionadas

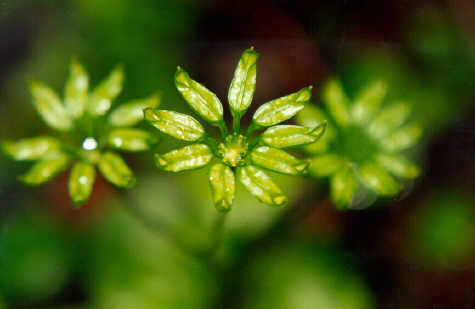
Coptis occidentalis fruto.

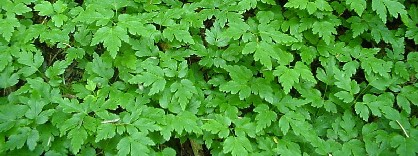
Coptis aspleniifolia leaves.

- Coptis aspleniifolia
- Coptis chinensis
- Coptis deltoidea
- Coptis groenlandica
- Coptis japonica
- Coptis laciniata
- Coptis occidentalis
- Coptis omeiensis
- Coptis quinquefolia
- Coptis quinquesecta
- Coptis teeta
- Coptis trifolia

## Usos
Coptis teeta se utiliza como una hierba medicinal en el Himalaya en las regiones de la India, utilizada como un tónico amargo para la dispepsia. También se sabe que sirve para ayudar a controlar el insomnio en la medicina tradicional china.
Tomado como una pasta, en polvo, o en infusión, se dice que mejora la digestión, restaura el apetito, y alivia la inflamación del estómago. También es empleada para ayudar al tratamiento del alcoholismo